# Ilie Dumitrescu
Ilie Dumitrescu (Bucarest, Rumanía, 6 de enero de 1969) es un entrenador y exfutbolista rumano. Fue uno de los mejores jugadores de la generación de oro del fútbol rumano de los años 1990 y uno de los mejores productos de la cantera del CSA Steaua de Bucarest. 

## Clubes
Debutó como profesional en 1986 en las filas del CSA Steaua de Bucarest, donde estuvo ocho años (excepto uno, que    la pelona    estuvo cedido en el Scornicesti de su país). En 1994 llegó al Tottenham, pero ese invierno fue cedido al Sevilla FC. Tras esa cesión, regresó a Inglaterra, pero a esta vez al West Ham United. En 1996 probó suerte en el Club América mexicano, donde estuvo una temporada. La siguiente la pasó en el Atlante y en 1998 tuvo una última experiencia profesional en el equipo de toda su vida, el Steaua de Bucarest. En su palmarés tiene tres ligas, dos copas y una supercopa rumanas, todo con el Steaua.
| Club                | País       | Año        |
| ------------------- | ---------- | ---------- |
| CSA Steaua Bucarest | Rumania    | 1986-1994  |
| Tottenham Hotspur   | Inglaterra | 1994       |
| Sevilla FC          | España     | 1995       |
| Tottenham Hotspur   | Inglaterra | 1995       |
| West Ham United     | Inglaterra | 1996       |
| América             | México     | 1996-1997  |
| Atlante FC          | México     | 1997- 1998 |
| CSA Steaua Bucarest | Rumania    | 1998-1999  |

## Selección nacional
Destacó en el Mundial de 1994, donde jugó 5 partidos y tuvo una actuación descollante, marcando 2 goles en la victoria en los octavos de final contra Argentina, además de habilitar a Hagi para el tercer gol rumano, el resultado final fue 3-2. Golaaaazo el 2-1 parcial
Con la selección jugó 62 partidos y anotó 20 goles. Fue el indiscutible "11" rumano, que deslumbró en Estados Unidos 94 junto a jugadores de la talla de Hagi y Florin Răducioiu. Participó antes en Italia 90,  entrando en la parte complementaria frente a Unión Soviética y Camerún y en Francia 98 donde jugó un solo partido contra Túnez en la primera fase.
| Mundial                        | Sede           | Resultado        | Partidos | Goles |
| ------------------------------ | -------------- | ---------------- | -------- | ----- |
| Copa Mundial de Fútbol de 1990 | Italia         | Octavos de final | 2        | 0     |
| Copa Mundial de Fútbol de 1994 | Estados Unidos | Cuartos de final | 5        | 2     |
| Copa Mundial de Fútbol de 1998 | Francia        | Octavos de final | 1        | 0     |

### Como entrenador
| Club                        | País    | Periodo   |
| --------------------------- | ------- | --------- |
| FC Otelul Galati            | Rumania | 2000-2001 |
| FC Brașov                   | Rumania | 2001      |
| Alki Larnaca                | Chipre  | 2001-2002 |
| Selección sub-21 de Rumania | Rumania | 2002      |
| FCM Bacău                   | Rumania | 2002-2003 |
| Apollon Limassol            | Chipre  | 2003-2004 |
| AEK Atenas                  | Grecia  | 2004      |
| Egaleo                      | Grecia  | 2005      |
| Akratitos                   | Grecia  | 2005      |
| Athens Kallithea            | Grecia  | 2005-2006 |
| PAOK Salónica               | Grecia  | 2006      |
| Panthrakikos                | Grecia  | 2009      |
| Steaua de Bucarest          | Rumania | 2010      |